# Ekaterinovka
Ekaterinovka (in russo Екатери́новка?) è un insediamento di tipo urbano dell'oblast' di Saratov, in Russia; è il centro amministrativo del distretto Ekaterinovskij.
Si trova 145 km a nord-ovest di Saratov.